# 威廉·卡尔文
威廉·卡尔文（英語：William H. Calvin，1939年4月30日—），美国理论神经生物学家，现为西雅图華盛頓大學教授。他以向大众科普神经科学和进化生物学而闻名，主要作品有《大脑如何思维：智力演化的今昔》（How Brains Think: Evolving Intelligence, Then and Now）、《心智简史》（A Brief History of the Mind）等。